# Stichting Historie Heerenveen
De stichting Historie Heerenveen stelt zich ten doel de geschiedenis van de plaats Heerenveen levend te houden en de historische waardering ervan te versterken. De stichting Historie Heerenveen is een voortzetting van de stichting Werkgroep Oud-Heerenveen die tot 2012 deel uitmaakte van de Vereniging Vrienden van Museum Van Haren. Sinds 1 februari 2021 is de stichting actief onder de nieuwe naam.

## Geschiedenis
Na de oprichting van Museum Willem van Haren werd onder leiding van directeur Herman Aarts gestart met de professionele beschrijving van de collectie van de voormalige Oudheidkamer. Eind 1984 startte historicus Dick Bunskoeke als vrijwilliger met het nader beschrijven van de bibliotheek en afbeeldingen van het museum.
In de jaren daarna werd steeds meer de behoefte gevoeld om het verleden van Heerenveen te documenteren en uit te dragen, niet alleen ten behoeve van de museumcollectie maar ook omdat er steeds meer historische plekken verdwenen uit het centrum. Uiteindelijk leidde dit op 8 december 1986 tot een voorstel van Bunskoeke om hiervoor een werkgroep van de Vereniging Vrienden van Museum Van Haren in te stellen. Op 13 januari 1987 werd dit plan door de vereniging goedgekeurd.
In 2012 werd door de leden van de Werkgroep besloten, mede met het oog op mogelijke tegenstrijdige belangen, als zelfstandige stichting verder te gaan. De nieuwe stichting kreeg daarmee de mogelijkheid haar taakstelling in een breder perspectief te plaatsen. Het bestuur van de stichting laat zich bijstaan en adviseren door een Raad van Advies.

## Doelstellingen
De belangrijkste doelstellingen van de stichting zijn:
- Het organiseren van lezingen;
- Het uitgeven van het tijdschrift Veenbrief met verhalen die gerelateerd zijn aan de geschiedenis van Heerenveen;
- Het organiseren van (historische) wandelingen en fietstochten in en rond Heerenveen;
- Het verlenen van assistentie aan Museum Heerenveen;
- Het geven van adviezen en informatie aan instanties en personen;
- Het zich inzetten voor het behoud en herstel van monumenten en beeldbepalende panden;
- Het te boek stellen van de geschiedenis van Heerenveen

## Overleg en advisering
De stichting Historie Heerenveen verstrekt historische informatie naar aanleiding van binnenkomende vragen en geeft advies aan en heeft overleg met o.a. andere historische verenigingen, bewonersgroepen, bibliotheek, verenigingen, de gemeente Heerenveen, woningbouwverenigingen, projectontwikkelaars en Museum Heerenveen. Uitgangspunt bij het geven van advies en informatie is behoud en bescherming van monumenten en karakteristiek gegroeide bebouwingen en de onbebouwde omgeving in en rond het centrum van Heerenveen.

## Veenbrief
Viermaal per jaar geeft de stichting het blad Veenbrief uit, met verhalen en wetenswaardigheden over de historie van de plaats en de bewoners van Heerenveen en de naaste omgeving.

## HIP
De stichting Historie Heerenveen werkt samen met de bibliotheek Heerenveen en Museum Heerenveen in het Historisch Informatiepunt Heerenveen (HIP), gevestigd op de eerste etage van de Bibliotheek Heerenveen. Op aantrekkelijke wijze wordt in het HIP de rijke geschiedenis van de gemeente Heerenveen gepresenteerd. Dat gebeurt via een aantal panelen, digitale fotolijsten, particuliere verzamelingen en enkele vitrines met oude voorwerpen en geschriften. Ook heeft de bibliotheek er haar collectie boeken over Heerenveen en omstreken ondergebracht. Een computer geeft directe toegang tot diverse relevante sites.

## Open Monumentendag
De stichting organiseert jaarlijks, op de tweede zaterdag van september, namens de gemeente Heerenveen, de Open Monumentendag. Op deze dag worden monumenten, welke normaal niet toegankelijk zijn opengesteld voor publiek. Tevens worden op die dag allerlei activiteiten, zoals rondleidingen en wandelingen, georganiseerd, waarbij plaatselijke monumenten of belangwekkende locaties centraal staan.

## Locatie
De stichting Historie Heerenveen komt bijeen in De Heerenveense School. In dit gebouw is ook Museum Heerenveen gevestigd. De archieven van Museum Heerenveen vormen een belangrijke onderzoeksbron voor de onderzoekers (spitters) van de stichting.